# Prostignidius pustulatus
Prostignidius pustulatus is een hooiwagen uit de familie Cranaidae.